# Base aérienne 367 Capitaine François Massé
 (mars 2014).
Si vous disposez d'ouvrages ou d'articles de référence ou si vous connaissez des sites web de qualité traitant du thème abordé ici, merci de compléter l'article en donnant les références utiles à sa vérifiabilité et en les liant à la section « Notes et références ».
La Base aérienne 367 "Capitaine François Massé" (anciennement Cayenne-Rochambeau) est une base de l'armée de l'air et de l'espace française. 
Elle est située dans le département de la Guyane sur le site de l’aéroport Cayenne-Félix Éboué à proximité de Matoury. Elle a été créée le 1er octobre 2002. 

## Description

### Unités et activités
Le site de la BA 367, dans la commune de Matoury, à 20 kilomètres de Cayenne, jouxte l’aéroport de Cayenne-Félix Eboué (ex Rochambeau) dont elle utilise la piste. Ce site accueille notamment l'Escadron de transport 00.068 "Antilles-Guyane", équipé en 2020 de neuf hélicoptères (cinq SA330 Puma, et quatre AS555 AN Fennec), trois CASA CN-235, une escale aérienne militaire 1D.367 et un centre de contrôle militaire "Kourou".
Actuellement[Quand ?], la base compte environ 280 militaires et 3 civils de la défense.
La base aérienne accueille par ailleurs un centre de cadets de la Défense.

### Missions
Les missions principales des Forces armées en Guyane (FAG) sont la participation au maintien d’un climat de sécurité en zone de souveraineté et la défense aérienne du département, avec en particulier la surveillance de l’espace aérien du CSG. Le volume de responsabilité propre des Forces aériennes en Guyane s’étend à l’ensemble du département et s’exerce plus particulièrement au sein de la SOP 3, zone interdite de survol sauf autorisation spéciale.
La mission d’aéromobilité au profit des FAG de la zone constitue le deuxième axe de travail des aviateurs en Guyane. Le département étant constitué de 96 % de forêt sans liaison par voie routière, l’hélicoptère est le plus sûr moyen de rallier les points éloignés ou isolés.
À ces missions s’ajoutent les missions spécifiques, dites de services publics, qui revêtent un aspect particulièrement vital en Guyane puisqu’elles s’exercent au profit des populations isolées.
Le volet soutien logistique, corollaire indispensable de tout ce qui précède, vient clore le chapitre particulièrement complet des missions à accomplir.

## Historique
En novembre 1974, un hélicoptère de type Alouette III est détaché de l’escadrille de transport aérien militaire 058 de Guadeloupe sur le site de la Madeleine. En août 1979, le détachement accueille deux Puma et une Alouette II en remplacement des aéronefs existants. Le détachement s’installe sur le site de Rochambeau, anciennement Camp Rochambeau de l'armée américaine installé en 1943. Après la visite du Premier ministre Jacques Chirac, le détachement reçoit en 1987 son premier AS355 Écureuil armé d'un canon. Dans le même temps, l’État-major de l’armée de l’air demande au commandement air des forces de défense aérienne (CAFDA) d’étudier la mise en place d’un dispositif de défense aérienne dans le cadre de la protection du Centre spatial guyanais (CSG). Le 16 septembre 1987 la station de défense, composée d’un radar « Centaure » et d’un radar d’altimétrie, est déclarée opérationnelle.
Le 9 mai 1989, l’escadron d’hélicoptère outre-mer 00.068 (EHOM), les moyens opérationnels 05.367, le Centre de contrôle militaire 06.967 (CCM) et la participation air à l’état-major interarmées (EMIA) du COMSUP délégué étaient constitués en unités éléments divers et rattachés pour leur administration élémentaire au commandement des éléments air Guyane.
Le 9 octobre 1992 était prononcée la dissolution de l’unité commandement des éléments air et la création du commandement des Forces aériennes en Guyane (CFAéG). Le CFAéG 00.367 se voyait confier la garde du drapeau du 2e régiment d’artillerie de l’air. Le 6 novembre 1992, une instruction de l’EMAA fixait les attributions du COMAIR, confirmées et complétées par l’instruction édictée par l’EMA fixant le cadre d’évolution des Commandants interarmées outre-mer.
C’est par décision du Ministre de la Défense Michèle Alliot-Marie que le 1er octobre 2002, le site air de Rochambeau recevait le nom de tradition de « Capitaine François Massé », du nom d'un pilote de l'EHOM 00.068 envoyé en renfort en Guadeloupe lors du cyclone Hugo, et qui y trouva la mort en service aérien commandé le 20 septembre 1989. Le 23 avril 2013, l’escadron d’hélicoptère outre-mer 00.068 (EHOM) devient l'Escadron de transport 068 Antilles-Guyane (l'ET68) et se voit remettre le fanion sur le front des troupes.